# Grădinile
Grădinile est une commune roumaine située dans le județ d'Olt.